# Данијел Нестор
Данијел Нестор (енгл. Daniel Nestor, право име Данијел Несторовић; Београд, 4. септембар 1972) је бивши канадски тенисер.

## Приватни живот
Нестор је рођен под именом Данијел Несторовић 4. септембра 1972. у Београду, СФР Југославија (данас Србија). Заједно са својим родитељима, четворогодишњи Данијел се 1976. године преселио у Канаду, у град Торонто. Несторовић је примио канадско држављанство и скратио презиме на Нестор.
Године 2004. се оженио Наташом Гавриловић. Тренутно живе на Бахамима.

## Каријера[1]
Тенис је играо појединачно на самом почетку своје каријере. Професионалним тенисом је почео да се бави 1991. године. Међутим, није био нарочито успешан у томе, и није освојио ниједну АТП титулу. Његов најбољи резултат на гренд слем турнирима било је четврто коло Вимблдона 1999. Зато се Нестор окренуо игри у паровима.
Позицију најбољег тенисера у конкуренцији парова први пут је заузео 19. августа 2002. Укупно је у каријери провео 108 недеља на првом месту.  22 узастопне сезоне (1995–2016) завршавао је годину у топ 30, а три пута је био део најбољег дубла сезоне (2002. и 2004. са Ноулсом; 2008. са Зимоњићем)
Освајач је дванаест гренд слем титула – осам у мушким и четири у мешовитим паровима. Победом на Вимблдону 2008. (са Ненадом Зимоњићем) обезбедио је тзв. каријерни гренд слем. Од четири освојене титуле на Ролан Гаросу, три су биле узастопне (2010–2013).
За завршни турнир сезоне квалификовао се петнаест пута, освојивши укупно четири титуле (2007. са Ноулсом; 2008 и 2009. са Зимоњићем; 2011. са Мирним).
На турнирима мастерс 1000 серије тријумфовао је 28 пута (последњи пут у Синсинатију 2015. са Роже-Васеленом), по чему је на трећем месту иза браће Брајан (39). Освајањем титуле у Шангају 2011. (са Максом Мирним), Нестор је постао први тенисер (у синглу или дублу) који је комплетирао свих девет турнира мастерс 1000 серије (касније су браћа Брајан исто то поновили, освојивши Шангај 2014, једини који им је недостајао).
Са 91 титулом у дублу, налази се на трећем месту у опен ери иза Мајка (123) и Боба Брајана (118). Највише их је освајао са Ноулсом (40) и Зимоњићем (27). У периоду од 1994. до 2016. освајао је макар једну титулу по сезони. Такође, једини је уз браћу Брајан стигао до 1000 победа у каријери, први међу дубл играчима. На АТП туру је дебитовао у Монтреалу 1989. са Крисом Придамом (специјална позивница), а прву победу је забележио у Окланду 1993. са Себастјеном Лароом (квалификанти).
У мечу Дејвис купа 1992. победио је Стефана Едберга, тадашњег првог тенисера света.
На Олимпијским играма 2000. у Сиднеју освојио је златну медаљу у конкуренцији парова са Себастјеном Лароом.
Последњи професионални меч одиграо је у септембру 2018. за Дејвис куп репрезентацију Канаде, пред домаћом публиком у Торонту.

## Гренд слем финала

### Парови: 17 (8:9)
| Исход     | Бр. | Година | Турнир            | Подлога | Партнер         | Противници                      | Резултат                          |
| --------- | --- | ------ | ----------------- | ------- | --------------- | ------------------------------- | --------------------------------- |
| Финалиста | 1.  | 1995.  | ОП Аустралије     | Тврда   | Марк Ноулс      | Џаред Палмер Ричи Ренеберг      | 3:6, 6:3, 3:6, 2:6                |
| Финалиста | 2.  | 1998.  | Ролан Гарос       | Шљака   | Марк Ноулс      | Јако Елтинг Пол Хархојс         | 3:6, 6:3, 3:6                     |
| Финалиста | 3.  | 1998.  | ОП САД            | Тврда   | Марк Ноулс      | Сандон Стол Кирил Сук           | 6:4, 6:7(8:10), 2:6               |
| Победник  | 1.  | 2002.  | ОП Аустралије     | Тврда   | Марк Ноулс      | Микаел Љодра Фабрис Санторо     | 7:6(7:4), 6:3                     |
| Финалиста | 4.  | 2002.  | Ролан Гарос (2)   | Шљака   | Марк Ноулс      | Пол Хархојс Јевгениј Кафељников | 5:7, 4:6                          |
| Финалиста | 5.  | 2002.  | Вимблдон          | Трава   | Марк Ноулс      | Јонас Бјеркман Тод Вудбриџ      | 1:6, 2:6, 7:6(9:7), 5:7           |
| Финалиста | 6.  | 2003.  | ОП Аустралије (2) | Тврда   | Марк Ноулс      | Микаел Љодра Фабрис Санторо     | 4:6, 6:3, 3:6                     |
| Победник  | 2.  | 2004.  | ОП САД            | Тврда   | Марк Ноулс      | Леандер Паес Давид Рикл         | 6:3, 6:3                          |
| Победник  | 3.  | 2007.  | Ролан Гарос       | Шљака   | Марк Ноулс      | Лукаш Длухи Павел Визнер        | 2:6, 6:3, 6:4                     |
| Финалиста | 7.  | 2008.  | Ролан Гарос (3)   | Шљака   | Ненад Зимоњић   | Пабло Куевас Луис Орна          | 2:6, 3:6                          |
| Победник  | 4.  | 2008.  | Вимблдон          | Трава   | Ненад Зимоњић   | Јонас Бјеркман Кевин Улијет     | 7:6(14:12), 6:7(3:7), 6:3, 6:3    |
| Победник  | 5.  | 2009.  | Вимблдон (2)      | Трава   | Ненад Зимоњић   | Боб Брајан Мајк Брајан          | 7:6(9:7), 6:7(3:7), 7:6(7:3), 6:3 |
| Финалиста | 8.  | 2010.  | ОП Аустралије (3) | Тврда   | Ненад Зимоњић   | Боб Брајан Мајк Брајан          | 3:6, 7:6(7:5), 3:6                |
| Победник  | 6.  | 2010.  | Ролан Гарос (2)   | Шљака   | Ненад Зимоњић   | Лукаш Длухи Леандер Паес        | 7:5, 6:2                          |
| Победник  | 7.  | 2011.  | Ролан Гарос (3)   | Шљака   | Макс Мирни      | Хуан С. Кабал Едуардо Шванк     | 7:6(7:3), 3:6, 6:4                |
| Победник  | 8.  | 2012.  | Ролан Гарос (4)   | Шљака   | Макс Мирни      | Боб Брајан Мајк Брајан          | 6:4, 6:4                          |
| Финалиста | 9.  | 2016.  | ОП Аустралије (4) | Тврда   | Радек Штјепанек | Џејми Мари Бруно Соарес         | 6:2, 4:6, 5:7                     |

### Мешовити парови: 9 (4:5)
| Исход     | Бр. | Година | Турнир            | Подлога | Партнерка           | Противници                       | Резултат         |
| --------- | --- | ------ | ----------------- | ------- | ------------------- | -------------------------------- | ---------------- |
| Финалиста | 1.  | 2003.  | ОП САД            | Тврда   | Лина Красноруцкаја  | Катарина Среботник Боб Брајан    | 7:5, 5:7, [5:10] |
| Финалиста | 2.  | 2006.  | ОП Аустралије     | Тврда   | Јелена Лиховцева    | Мартина Хингис Махеш Бупати      | 3:6, 3:6         |
| Финалиста | 3.  | 2006.  | Ролан Гарос       | Шљака   | Јелена Лиховцева    | Катарина Среботник Ненад Зимоњић | 3:6, 4:6         |
| Победник  | 1.  | 2007.  | ОП Аустралије     | Тврда   | Јелена Лиховцева    | Викторија Азаренка Макс Мирни    | 6:4, 6:4         |
| Победник  | 2.  | 2011.  | ОП Аустралије (2) | Тврда   | Катарина Среботник  | Јунг-Ђан Чан Пол Хенли           | 6:3, 3:6, [10:7] |
| Финалиста | 4.  | 2013.  | Ролан Гарос (2)   | Шљака   | Кристина Младеновић | Луција Храдецка Франтишек Чермак | 6:1, 4:6, [6:10] |
| Победник  | 3.  | 2013.  | Вимблдон          | Трава   | Кристина Младеновић | Лиса Рејмонд Бруно Соарес        | 5:7, 6:2, 8:6    |
| Победник  | 4.  | 2014.  | ОП Аустралије (3) | Тврда   | Кристина Младеновић | Сања Мирза Орија Текау           | 6:3, 6:2         |
| Финалиста | 5.  | 2015.  | ОП Аустралије (2) | Тврда   | Кристина Младеновић | Мартина Хингис Леандер Паес      | 4:6, 3:6         |

## Финала завршног првенства сезоне

### Парови: 6 (4:2)
| Исход     | Бр. | Година | Турнир   | Подлога   | Партнер       | Противници                           | Резултат      |
| --------- | --- | ------ | -------- | --------- | ------------- | ------------------------------------ | ------------- |
| Финалиста | 1.  | 1998.  | Хартфорд | Тепих (д) | Марк Ноулс    | Јако Елтинг Пол Хархојс              | 4:6, 2:6, 5:7 |
| Финалиста | 2.  | 2006.  | Шангај   | Тврда (д) | Марк Ноулс    | Јонас Бјеркман Макс Мирни            | 2:6, 4:6      |
| Победник  | 1.  | 2007.  | Шангај   | Тврда (д) | Марк Ноулс    | Симон Аспелин Јулијан Ноул           | 6:2, 6:3      |
| Победник  | 2.  | 2008.  | Шангај   | Тврда (д) | Ненад Зимоњић | Боб Брајан Мајк Брајан               | 7:6(7:3), 6:2 |
| Победник  | 3.  | 2010.  | Лондон   | Тврда (д) | Ненад Зимоњић | Махеш Бупати Макс Мирни              | 7:6(8:6), 6:4 |
| Победник  | 4.  | 2011.  | Лондон   | Тврда (д) | Макс Мирни    | Маријуш Фирстенберг Марћин Матковски | 7:5, 6:3      |

## Мечеви за олимпијске медаље

### Парови: 2 (1:1)
| Исход    | Година | Турнир                    | Подлога | Партнер        | Противници               | Резултат                |
| -------- | ------ | ------------------------- | ------- | -------------- | ------------------------ | ----------------------- |
| Злато    | 2000.  | Олимпијске игре у Сиднеју | Тврда   | Себастјен Ларо | Тод Вудбриџ Марк Вудфорд | 5:7, 6:3, 6:4, 7:6(7:2) |
| 4. место | 2016.  | Олимпијске игре у Рију    | Тврда   | Вашек Поспишил | Стив Џонсон Џек Сок      | 2:6, 4:6                |